# Рожда Фелат
Рожда Фелат (курд. Rojda Felat; нар. бл. 1977 або 1980) — сирійська курдська командувачка Загонів жіночої оборони (YPJ) і Сирійських демократичних сил, що воювала з 2011 року на боці сил Рожави (Сирійського Курдистану) в Сирійській громадянській війні й очолювала декілька великих кампаній проти Ісламської держави Іраку і Лівану (ІДІЛ).

## Біографія

### Раннє життя
Рожда Фелат розкриває мало деталей своєї біографії, і тому мало що відомо про її минуле до участі у бойових діях; навіть її вік та місце народження є спірними. Згідно з інтерв'ю для The New Yorker 2017 року, Фелат народилася близько 1977 року в бідній селянській родині поблизу міста Камишли. Турецьке агентство «Джихан Новини» та її колеги з командування офіційною датою народження називають 1980 рік, а місцем — Хасеке. Деякі джерела навіть стверджують, що Фелат народилася у 1962, 1966 чи 1968 роках або те, що вона походить з Батмана (Туреччина) — хоча наближені до неї люди підтверджують, що вона із сирійських курдів.
Через бідність своєї сім'ї Фелат змогла вступити до університету відносно пізно. До 2011 року вона вивчала арабську літературу в Університеті Хасеке. Жінка стверджує, що до початку сирійської громадянської війни мала намір вступити до національної військової академії і стати офіцером сирійської армії. З розгортанням повстання проти Башара аль-Асада у 2011 році вона вирішила залишити університет і повернутися до свого рідного міста Камишли, де невдовзі вступила до Демократичного союзу та Загонів народної оборони (YPG).

### Військова служба

#### Бої заКобане
Коли розпочалася громадянська війна, Фелат мала лише кілька днів підготовки, перш ніж отримала зброю. Вона вирушила боротися проти джихадистських повстанських сил у кампанії в Хасеке (2012—2013). Наприкінці 2014 року вона вже була в кантоні Кобане у складі сил YPG/YPJ, обложених у місті Кобане бойовиками Ісламської держави Ірака і Лівана (ІДІЛ). До цього часу Фелат командувала невеликим легкоозброєним загоном жіночої оборони з дюжини бійців.
Її підрозділ брав участь у битві за пагорб Міштанур, де вона боролася разом з Арін Міркан, яка прославилася своєю самогубною атакою на танк ІДІЛ. Незважаючи на запеклий опір YPG/YPJ, оборона впала, після чого Фелат та її загін відступили далі в Кобане. На момент прориву облоги в січні 2015 року Фелат була поранена уламком, а п'ятеро її підлеглих загинули. Ті, що вижили з її підрозділу, в результаті повернулися до мирного життя, і тільки Фелат продовжувала брати участь у військовій службі. Коли YPG/YPJ перейшли в контрнаступ на ІДІЛ з-під Кобане, Фелат командувала 45 бійцями, а згодом — 300. З цього моменту вона стала до лав найважливіших командирів YPG/YPJ.

#### Операція в Східній Сирії та захоплення Ракки
Зарекомендувавши себе з кращого боку, Фелат швидко підіймалася у військовій ієрархії. Вона брала участь у ключових битвах курдських сил: захопленні Телль-Хаміс, наступі в Східній Хасеке, наступі на Ет-Телль-ель-Аб'яд, Еш-Шаддадському наступі. У травні 2016 року, керуючи групою з 15 000 осіб, вона очолила перший етап штурму фактичної столиці ІДІЛ — Ракки. Її війська успішно зайняли 23 села, але в результаті наступ було припинено, оскільки Сирійські демократичні сили перекинули своїх бійців на більш успішний штурм міста Манбідж, у якому Фелат також взяла участь. Одночасно в середині 2016 року терористична атака ІДІЛ на весілля в Хасеке забрала життя 22 її родичів.
Коли в листопаді 2016 року Сили самооборони розгорнули чергову кампанію — другий етап операції із захоплення Ракки, Фелат уже командувала всім угрупуванням, яке налічує десятки тисяч бійців, здійснюючи загальне керівництво операціями на півночі від цього міста. Саме вона спланувала штурм та звільнення від ІДІЛ міста Табка, захоплення тамтешньої греблі, авіабази та прилеглих районів. Була командиром підрозділів YPJ і керувала штурмом Ракки, який розпочався 10 грудня.

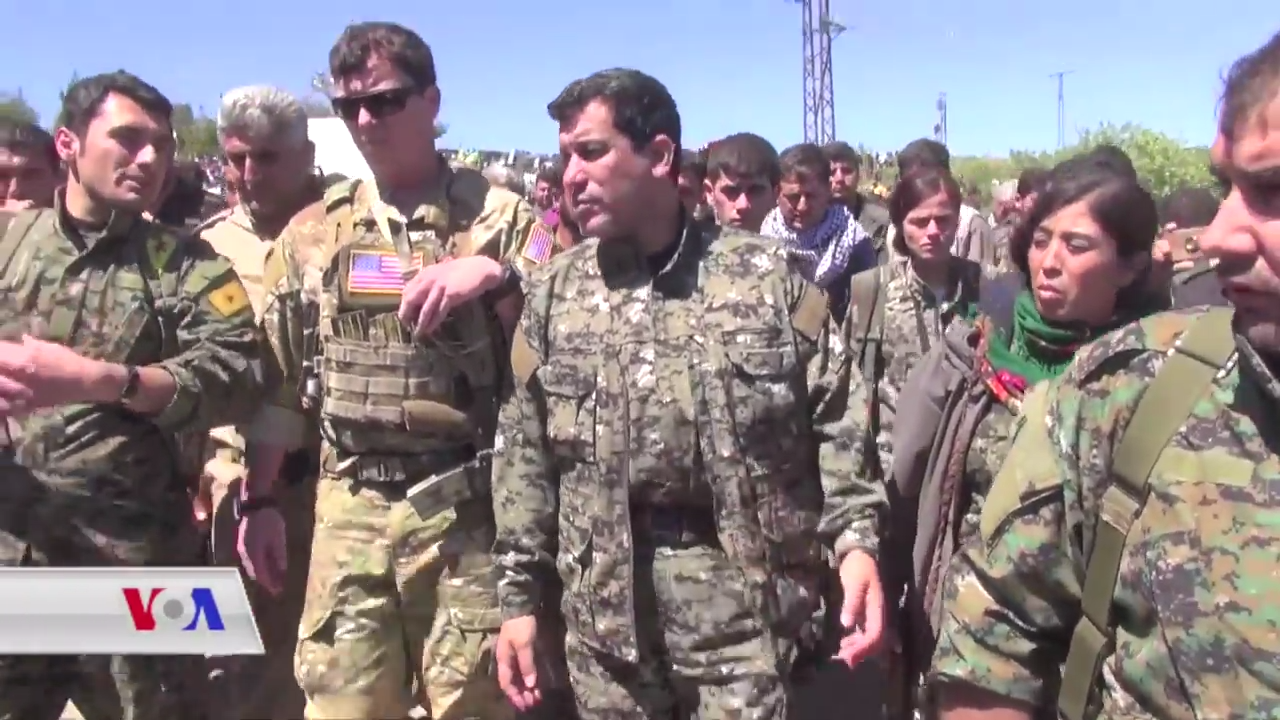
Фелат (праворуч) з курдськими та американськими офіцерами відвідує місце великого турецького авіаудару проти YPG в районі Ель-Малікії (мухафаза Ель-Хасака), 25 квітня 2017 року.

У жовтні 2017 року Фелат командувала контингентом Сирійських демократичних сил, які успішно захопили Ракку. Після перемоги в битві за Ракку Фелат і її товаришів сфотографували, коли ті розмахували прапорами Сирійських демократичних сил на міській площі Ель-Наїм. Наприкінці 2018 року вона брала участь у кампанії Дейр-ез-Зор, яка мала на меті перемогти останніх утриманців ІДІЛ у Сирії на сході від Євфрату.
На початку жовтня 2019 року Фелат взяла участь у конференції в Римі, заявивши, що війна проти ІДІЛ триває, і наголосивши на важливості демократичного конфедералізму.

## Погляди
Фелат вирішила ніколи не виходити заміж і не заводити дітей, а натомість присвятити своє життя службі в армії. Вона непрактикуюча мусульманка та послідовниця революційної ідеології Абдулли Оджалана. Серед її кумирів — троє вбитих революціонерок: польсько-німецька комуністка Роза Люксембург, лідер РПК Сакіне Джансиз та іракська курдська активістка Лейла Касим. Як воєначальниця вона надихається такими лідерами, як Отто фон Бісмарк, Наполеон, Салах ед Дін, а також своєю загиблою соратницею Арін Міркан.
Фелат описували як талановитого полководця, хоча сама вона вважає себе просто «непоганою в стратегії».  Стосовно військових здібностей жінок-бійців під її командуванням, Фелат говорить: «Часто у військових питаннях люди зверхньо, з поблажливістю дивляться на жінок, стверджуючи, що ми занадто делікатні і не наважимося користуватися ножем чи пістолетом. Але ви самі бачите, що в YPJ ми можемо стріляти з ДШК, вміємо використовувати міномети і проводити операції з розмінування».
Фелат виступає з критикою капіталізму, звинувачуючи того в об'єктивації жінок. Вона ідентифікує себе як радикальну феміністку та ставить собі за мету домогтися соціальних змін на Близькому Сході, знищити патріархально-клановий спосіб життя, «звільнивши курдську і сирійську жінку від пут пригнічення і контролю в традиційному суспільстві, а також — всю Сирію від тероризму і тиранії».